# Brassac-les-Mines
Pour les articles homonymes, voir Brassac.
Brassac-les-Mines est une commune française, située dans le département du Puy-de-Dôme en région d'Auvergne-Rhône-Alpes.
Son suffixe fait référence aux anciennes mines de charbon présentes dans la commune.

## Géographie

### Localisation
Brassac-les-Mines est une commune située dans le sud du département du Puy-de-Dôme, limitrophe avec le département de la Haute-Loire par la ville de Sainte-Florine, à environ 50 kilomètres de Clermont-Ferrand et à égale distance d'environ 15 kilomètres entre Issoire et Brioude.
Six communes, dont deux dans le département voisin de la Haute-Loire, sont limitrophes de Brassac-les-Mines :
| Beaulieu              | Auzat-la-Combelle            | Jumeaux                |
|                       | Brassac-les-Mines            |                        |
| Charbonnier-les-Mines | Sainte-Florine (Haute-Loire) | Vézézoux (Haute-Loire) |

### Lieux-dits et écarts
Bayard, Brassaget, Peilharat Solignat

### Voies de communication et transports
La commune se trouve à proximité de la sortie de Charbonnier sur l’A75.
Une gare SNCF est implantée sur la ligne de Saint-Germain-des-Fossés à Nîmes-Courbessac. Elle est desservie par des TER Auvergne-Rhône-Alpes reliant les gares de Clermont-Ferrand (plus rarement au-delà) et Issoire au nord, Arvant, Brioude, Le Puy-en-Velay, Nîmes ou Aurillac au sud, et une fois par jour et par sens par un Intercités reliant Clermont-Ferrand à Béziers.

### Climat
Pour des articles plus généraux, voir Climat d'Auvergne-Rhône-Alpes et Climat du Puy-de-Dôme.
En 2010, le climat de la commune est de type climat du Bassin du Sud-Ouest, selon une étude du Centre national de la recherche scientifique s'appuyant sur une série de données couvrant la période 1971-2000. En 2020, Météo-France publie une typologie des climats de la France métropolitaine dans laquelle la commune est exposée à un climat de montagne ou de marges de montagne et est dans la région climatique  Nord-est du Massif Central, caractérisée par une pluviométrie annuelle de 800 à 1 200 mm, bien répartie dans l’année.
Pour la période 1971-2000, la température annuelle moyenne est de 10,9 °C, avec une amplitude thermique annuelle de 16,5 °C. Le cumul annuel moyen de précipitations est de 589 mm, avec 7,5 jours de précipitations en janvier et 6,4 jours en juillet. Pour la période 1991-2020, la température moyenne annuelle observée sur la station météorologique de Météo-France la plus proche, « Fontannes », sur la commune de Fontannes à 16 km à vol d'oiseau, est de 11,4 °C et le cumul annuel moyen de précipitations est de 611,9 mm,. Pour l'avenir, les paramètres climatiques de la commune estimés pour 2050 selon différents scénarios d'émission de gaz à effet de serre sont consultables sur un site dédié publié par Météo-France en novembre 2022.

## Urbanisme

### Typologie
Au 1er janvier 2024, Brassac-les-Mines est catégorisée petite ville, selon la nouvelle grille communale de densité à sept niveaux définie par l'Insee en 2022.
Elle appartient à l'unité urbaine de Brassac-les-Mines, une agglomération inter-départementale regroupant six communes, dont elle est ville-centre,,. Par ailleurs la commune fait partie de l'aire d'attraction d'Issoire, dont elle est une commune de la couronne,. Cette aire, qui regroupe 53 communes, est catégorisée dans les aires de moins de 50 000 habitants,.

### Occupation des sols
L'occupation des sols de la commune, telle qu'elle ressort de la base de données européenne d’occupation biophysique des sols Corine Land Cover (CLC), est marquée par l'importance des territoires agricoles (44,7 % en 2018), en diminution par rapport à 1990 (50,1 %). La répartition détaillée en 2018 est la suivante :
zones urbanisées (38,2 %), terres arables (29,1 %), forêts (17,1 %), prairies (13,3 %), zones agricoles hétérogènes (2,3 %). L'évolution de l’occupation des sols de la commune et de ses infrastructures peut être observée sur les différentes représentations cartographiques du territoire : la carte de Cassini (XVIIIe siècle), la carte d'état-major (1820-1866) et les cartes ou photos aériennes de l'IGN pour la période actuelle (1950 à aujourd'hui).

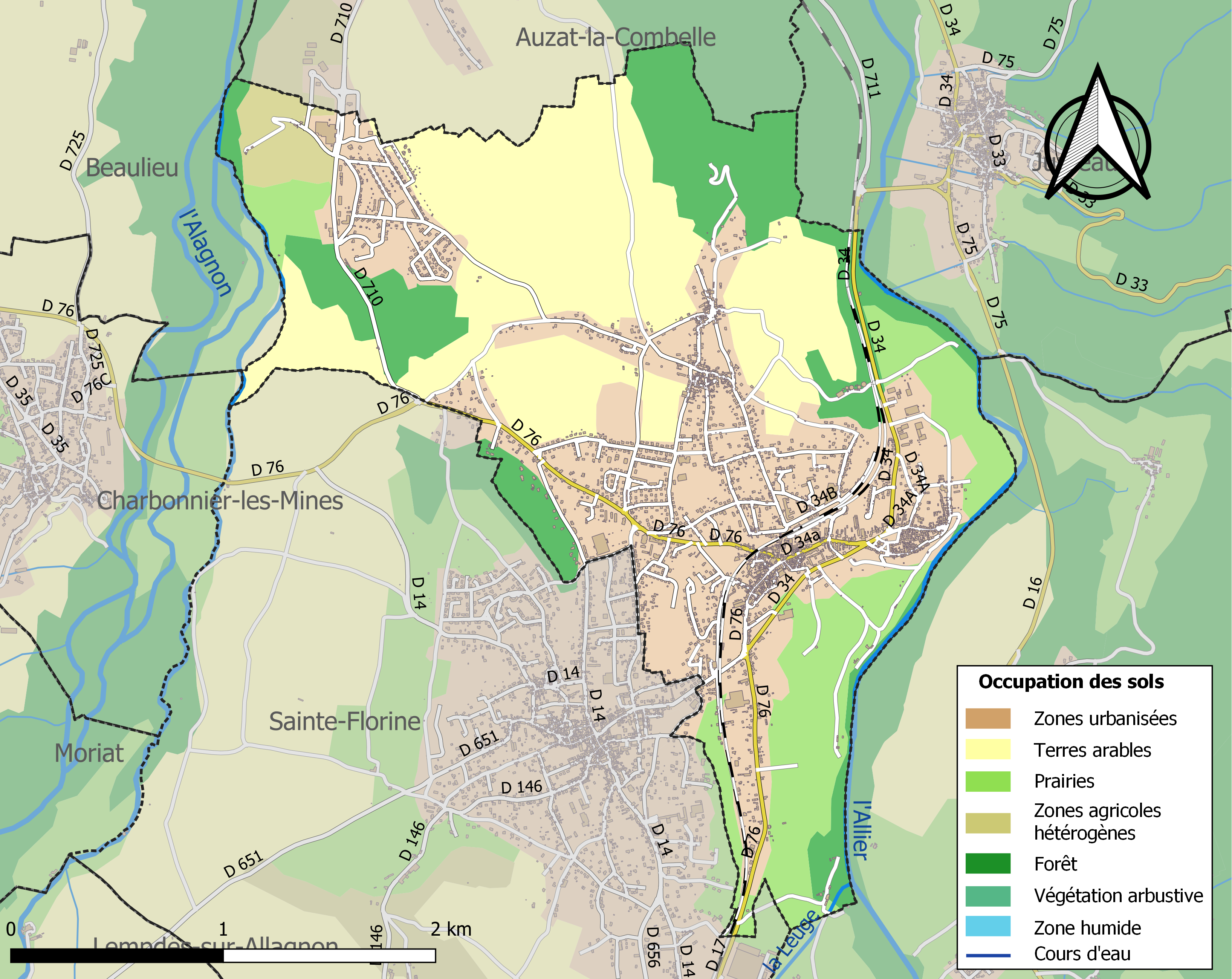
Carte des infrastructures et de l'occupation des sols de la commune en 2018 (CLC).

## Toponymie
Le nom de la localité est attesté sous la forme Braciacus au IXe siècle.
Il s'agit d'une formation gauloise ou gallo-romane du type *BRACIACU, basé sur un élément d'origine gauloise Brac-, suivi du suffixe gaulois -acon, latinisé en -(i)-acum ou -(i)-acus dans les documents médiévaux. Il est possible d'y voir un anthroponyme gallo-romain Bracius, dérivé du nom d'homme gaulois Bracus.
En dérive son nom en langue occitane : Brassac.
En 1886, pour éviter toute confusion avec les autres communes nommées Brassac, l'une dans le Tarn, l'autre en Tarn-et-Garonne et la dernière dans l'Ariège, la direction des PTT proposa d'ajouter à la ville de Brassac un « suffixe ». Le 20 novembre de la même année, le conseil municipal décida de choisir le nom de « Brassac-les-Mines » avant que ce choix ne soit entériné par décret présidentiel le 26 septembre 1887.
Une centaine d'années plus tard, toutes les mentions « les-Mines » furent mystérieusement retirées des panneaux d'entrée d'agglomération. Une initiative populaire permit de rétablir le nom de « Brassac-les-Mines ».

## Histoire

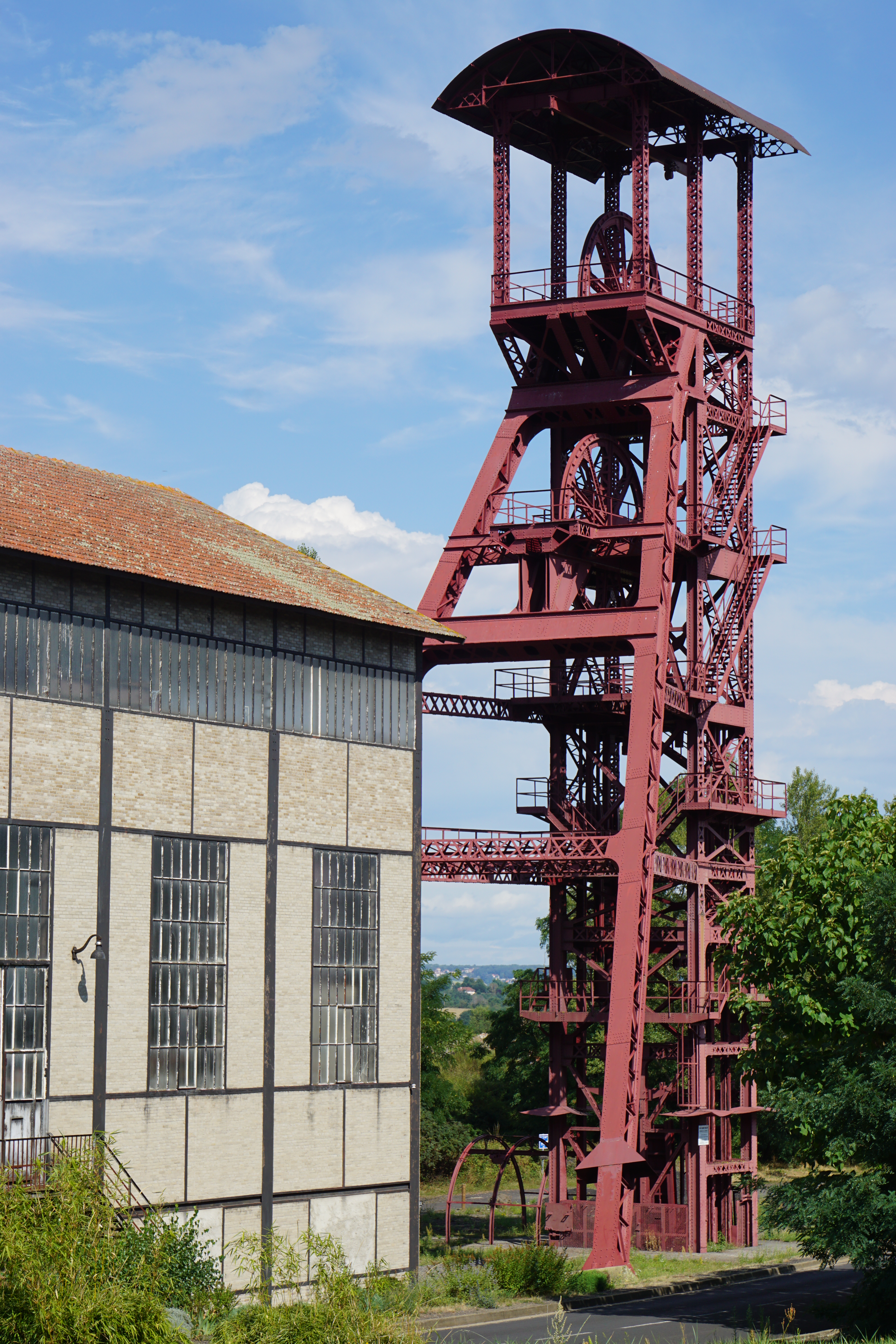
Chevalement du puits Bayard.

Le chevalement du puits Bayard témoigne du passé minier de Brassac. Exploitées depuis le XVIIe siècle, les mines de charbon ont fermé définitivement en 1978.
Ouvert en 1924, le puits Bayard a été le dernier exploité. Le charbon était transporté par bateau sur l'Allier. L'ouverture du canal de Briare, en 1642, permit de relier l'Allier à la Seine et favorisa le transport jusqu'à Paris. À partir de 1855, avec l'ouverture de la ligne d'Issoire, c'est par le train que le charbon est transporté. Sur la vingtaine de chevalements présents dans le bassin minier (Auzon, Brassac, Charbonnier, Frugères-les-mines), seuls ceux de Bayard et de La Combelle ont été conservés.
Le site abrite aujourd'hui un musée de la mine.

### Historique
- Villa rustica ou Villa urbana?

Très tôt, la concentration démographique certainement, pousse les habitants à construire à proximité une extension du centre de l'ancienne villa. Ce processus de dédoublement est toujours inscrit dans le nom d'un des quartiers de Brassac.

La formation de ce nouveau toponyme se fixe dans les plus anciennes strates linguistiques du haut Moyen Âge et cette dation précoce suggère déjà qu'aux Ve et VIIe siècles, ce centre rural avait une certaine importance. Cependant, son étendue et ses composantes ne sont pas données par la documentation ancienne et l’état actuel des connaissances archéologiques ne donne aucune réponse aux nombreuses interrogations.
- Curtis carolingienne, administration et droit régalien.

Dans les textes du début du Xe siècle, cette cour est citée parmi les biens d'Acfred, abbé de Brioude et dernier duc d'Aquitaine de la principauté Guilhelmide.

À l'image du grand domaine classique appartenant au domaine public, la villa Braciacus disposait certainement, comme de nombreuses cours carolingiennes, d'une résidence aristocratique peut être déjà protégée par une installation close.

Ce « palais rural » est directement lié aux exploitations agricoles alentour. Il en est le centre fiscal et administratif par lequel les agents du roi ou les abbés prélèvent l’impôt. Ce statut particulier lui a ainsi permis d’éviter (jusqu’à la féodalisation des structures) les découpages et les transmissions héréditaires.
- Ecclesia sancti Petri.

En 926, lors de la ratification du testament du duc d'Aquitaine, un sanctuaire dédié à saint Pierre est déjà construit. Il devient, par cette donation, la propriété du chapitre de Brioude. En pleine crise féodale, la terre devenue d'Église est rapidement détournée puis abusivement « concédée », à la descendance même de son usurpateur. Ce phénomène de "privatisation" annonce l'arrivée imminente des temps seigneuriaux.
- Castellum féodal.

Ce domaine est ensuite confié en fief à diverses familles de la noblesse locale.

Le village médiéval se développa principalement autour du château et l'ancienne chapelle castrale.
- Développement du port fluvial

L'expansion de Brassac, bien avant l'exploitation minière, est liée à la présence de l'Allier qui est utilisé pour exporter les productions locales. Le trafic devient de plus en plus important, et la batellerie génère une activité intense à l'origine du développement de Brassaget, en bordure d'Allier. On y trouve alors charpentiers, qui fabriquaient les bateaux, cordiers, passeurs et d'autres corps de métiers participant à l'activité liée au transport par la rivière. On peut encore de nos jours longer les quais d'où partaient les sapinières fabriquées à Brassaget, observer les anneaux sur lesquels s'accrochaient ces bateaux. C'est au niveau du camping actuel qu'on les assemblait. Dans ces ports, les mariniers se plaçaient sous la protection de Saint Nicolas.
Entre eux, les mariniers faisaient courir la légende du Letien, "un lutin à qui on attribuait toutes les mauvaises plaisanteries qu'on faisait subir aux jeunes mariniers, et qui permettaient aussi de raconter des histoires extraordinaires dans les veillées". Le Letien est originaire des bateliers de la Loire, avec qui les Auvergnats étaient en contact une bonne partie de l'année. Les Letiens étaient au minimum espiègles, voire malfaisants.
L'ouverture de la ligne de chemin de fer va provoquer le déclin, puis la disparition de la batellerie, tandis que la construction de deux ponts suspendus, l'un à Jumeaux, l'autre à Auzat, rendra caduque l'activité des passeurs.

## Environnement

### Qualité de l'eau
L'eau reçue par les habitants de Brassac-les-Mines est captée en grande partie dans la nappe alluviale de l'Allier par des puits filtrants. Une seconde partie de l'eau provient des sources du Cézallier, captée à Anzat-le-Luguet.
Fin 2009, la qualité de l'eau a fait l'objet d'un article dans le journal communal Brassac-tualités. Ces relevés ont été réalisés par le Syndicat du Cézallier qui gère la distribution de l'eau potable dans la ville. Les résultats sont les suivants :
Bactériologie. Pourcentage de conformité des 47 valeurs mesurées : 96,6 % - maxi 3 germes/100 ml - Limites de qualité : 0 germes/100ml. Conclusion : Eau de qualité satisfaisante.

Minéralisation. 14 valeurs mesurées : mini. : 9,3 °F - maxi 13 °F - moyenne : 11,7 °F. Aucune références de qualité. Conclusion : Eau peu calcaire.

Fluor. 7 valeurs mesurés : mini. 0,1 mg/l - maxi. 0,2 mg/l - moyenne : 0,1 mg/l. Limite de qualité maximum : 1,5 mg/l. Conclusion : Eau peu fluorée.

Nitrates. 45 valeurs mesurées : mini : 3,0 mg/L - maxi : 34,8 mg/L - moyenne : 17,3 mg/L. Limites de qualité : mini. aucune ; maxi. 50 mg/L. Conclusion : Eau présentant une teneur en nitrates conforme à la réglementation européenne.

Total pesticides. 4 valeurs mesurées : mini. 0,0 μg/l - maxi. 0,0 μg/l - moyenne. 0,0 μg/l. Limite de qualité (maximum) : 0,5 µg/l. Conclusion : Eau ne présentant pas de pesticides.

Arsenic. 4 valeurs mesurées : mini. 0,0 μg/l - maxi. 0,0 μg/l - moyenne. 0,0 μg/l. Limite de qualité (maximum) : 10 µg/l. Conclusion : Eau ne présentant pas d'arsenic.

Conclusion générale : Le niveau de sécurité offert par le réseau est satisfaisant. Il peut cependant encore être amélioré.

## Politique et administration

### Liste des maires

#### Listes des maires
| Période      | Période      | Identité                  | Étiquette | Qualité |
| ------------ | ------------ | ------------------------- | --------- | --- |
| 1792         | 1796         | Jean Vernière             |           | |
| 1796         | 1798         | Antoine Vernière          |           | Sous tutelle |
| 1798         | 1800         | Louis Vernière            |           | Sous tutelle |
| 1800         | 1825         | Guillaume Michel Jansenet |           | |
| 1825         | 1830         | Auguste d'Apchier         |           | |
| 1830         | 1832         | Jean Gannat               |           | |
| 1832         | 1835         | Joseph François Faidides  |           | |
| 1835         | 1840         | François Travers          |           | |
| 1840         | 1859         | Judes Dessaran d'Allard   |           | |
| 1859         | 1869         | Eugène Jusserand          |           | |
| 1869         | 1870         | Antoine Léger Chautard    |           | |
| 1870         | 1876         | de Brun                   |           | |
| 1876         | 1876         | Jean Fallet               |           | |
| 1876         | 1878         | Jean Sabatier             |           | |
| 1878         | 1884         | Antoine Victor Souligoux  |           | |
| 1884         | 1903         | Jean Sauvat               |           | |
| 1903         | 1905         | Jean Lignerat             |           | |
| 1905         | 1908         | Jean Chaussidière         |           | |
| 1908         | 1915         | Pierre Merqueil           |           | Décède au cours du mandat |
| 1915         | 1918         | Jean Serbu                |           | Premier adjoint, prend la relève |
| 1918         | 1925         | Pierre Sasp               |           | |
| 1925         | 1929         | Jean Magaud               |           | |
| 1929         | 1941         | Jean Fabre                | SFIO      | Instituteur et directeur d'école honoraire Conseiller général du canton de Jumeaux (1931 → 1940 puis 1945 → 1951)                         |
| 1941         | 1942         | Antoine Lartigaud         |           | Conseiller remplissant les fonctions de maire                                                                                             |
| 1942         | 1942         | Pierre Portal             |           | |
| 1944         | 1947         | Jean Fabre                |           | |
| 1947         | 1959         | Justin Laroussinie        |           | |
| 1959         | 1965         | Gilbert Belin             | PS        | Professeur d'arts plastiques |
| 1965         | 1967         | Henri Degeorge            |           | |
| 1967         | 1971         | Pierre Noir               |           | |
| 1971         | Mars 2001    | Gilbert Belin             | PS        | Professeur d'arts plastiques Sénateur du Puy-de-Dôme (1974 → 1983 puis 1988 → 1992) Conseiller général du canton de Jumeaux (1970 → 2001) |
| Mars 2001    | Mars 2008    | Maurice Barreyre          | PS        | |
| Mars 2008    | Mars 2014    | André Tapissier           | PS        | |
| Mars 2014    | Juillet 2020 | Yves-Serge Croze          | DVD       | Médecin Conseiller général du canton de Jumeaux (2001 → 2015)                                                                             |
| Juillet 2020 | En cours     | Fabien Besseyre           | SE        | Délégué médical Vice-président de l’Agglo Pays d'Issoire Vice-President du Conseil départemental du canton de Brassac-les-Mines           |

### Rattachements administratifs et électoraux
Jusqu'en mars 2015, Brassac-les-Mines faisait partie du canton de Jumeaux. À la suite du redécoupage cantonal de 2014, elle est devenue le bureau centralisateur d'un canton de 59 communes.

### Jumelages
- Lollar (Allemagne)
- Cembra (Italie)

## Population et société

### Démographie

#### Évolution démographique
L'évolution du nombre d'habitants est connue à travers les recensements de la population effectués dans la commune depuis 1793. Pour les communes de moins de 10 000 habitants, une enquête de recensement portant sur toute la population est réalisée tous les cinq ans, les populations de référence des années intermédiaires étant quant à elles estimées par interpolation ou extrapolation. Pour la commune, le premier recensement exhaustif entrant dans le cadre du nouveau dispositif a été réalisé en 2006.

En 2022, la commune comptait 3 380 habitants, en évolution de +2,24 % par rapport à 2016 (Puy-de-Dôme : +2,1 %, France hors Mayotte : +2,11 %).
| 1793  | 1800  | 1806  | 1821  | 1831  | 1836  | 1841  | 1846  | 1851  |
| ----- | ----- | ----- | ----- | ----- | ----- | ----- | ----- | ----- |
| 1 538 | 1 580 | 1 676 | 1 804 | 2 017 | 2 010 | 2 071 | 2 007 | 1 962 |

| 1856  | 1861  | 1866  | 1872  | 1876  | 1881  | 1886  | 1891  | 1896  |
| ----- | ----- | ----- | ----- | ----- | ----- | ----- | ----- | ----- |
| 1 874 | 1 826 | 1 890 | 1 904 | 2 127 | 2 237 | 2 332 | 2 385 | 2 549 |

| 1901  | 1906  | 1911  | 1921  | 1926  | 1931  | 1936  | 1946  | 1954  |
| ----- | ----- | ----- | ----- | ----- | ----- | ----- | ----- | ----- |
| 2 532 | 2 306 | 2 324 | 1 928 | 1 922 | 1 974 | 2 171 | 2 167 | 2 697 |

| 1962  | 1968  | 1975  | 1982  | 1990  | 1999  | 2006  | 2011  | 2016  |
| ----- | ----- | ----- | ----- | ----- | ----- | ----- | ----- | ----- |
| 3 482 | 3 685 | 4 040 | 3 883 | 3 446 | 3 249 | 3 287 | 3 308 | 3 306 |

| 2021  | 2022  | - | - | - | - | - | - | - |
| ----- | ----- | - | - | - | - | - | - | - |
| 3 376 | 3 380 | - | - | - | - | - | - | - |

#### Pyramide des âges
La population de la commune est relativement âgée. En 2021, le taux de personnes d'un âge inférieur à 30 ans s'élève à 28,9 %, soit un taux inférieur à la moyenne départementale (33,9 %). Le taux de personnes d'un âge supérieur à 60 ans (37 %) est supérieur au taux départemental (28,5 %).
En 2021, la commune comptait 1 566 hommes pour 1 810 femmes, soit un taux de 53,61 % de femmes, supérieur au taux départemental (51,6 %).
Les pyramides des âges de la commune et du département s'établissent comme suit :
| Hommes | Classe d’âge | Femmes |
| ------ | ------------ | ------ |
| 1,7    | 90 ou +      | 4,1    |
| 9,3    | 75-89 ans    | 14,5   |
| 22     | 60-74 ans    | 21,9   |
| 19,2   | 45-59 ans    | 19,3   |
| 16,5   | 30-44 ans    | 13,3   |
| 15,4   | 15-29 ans    | 12,6   |
| 15,9   | 0-14 ans     | 14,3   |

| Hommes | Classe d’âge | Femmes |
| ------ | ------------ | ------ |
| 0,7    | 90 ou +      | 2,1    |
| 7,4    | 75-89 ans    | 10,2   |
| 17,7   | 60-74 ans    | 18,6   |
| 20,2   | 45-59 ans    | 19,2   |
| 18,4   | 30-44 ans    | 17,4   |
| 18,6   | 15-29 ans    | 17,2   |
| 17     | 0-14 ans     | 15,3   |

### Enseignement
La ville de Brassac-les-Mines comporte quatre établissements publics d'enseignement.
L'École maternelle Charles-Noir, située en face de la mairie, accueille les enfants de « très petite section » à « Grande section ». L'école élémentaire Jean-Zay, placée en contrebas de l'école maternelle, accueille les élèves de cours préparatoire CP à cours moyen 2e année CM2. Le collège Jules-Ferry accueille les enfants de la classe de 6e à la classe de 3e. Le lycée professionnel François-Rabelais complète cette offre.
| Effectifs des établissements scolaires de Brassac-les-Mines | Rentrée 2009 | Rentrée 2010 |
| ----------------------------------------------------------- | ------------ | ------------ |
| École maternelle Charles-Noir                               | 79 élèves    | 85 élèves    |
| École élémentaire Jean-Zay                                  | 126 élèves   | 136 élèves   |
| École privée Sainte-Thérèse (fermée en 2013)                | 78 élèves    | 70 élèves    |
| Collège Jules-Ferry                                         | 195 élèves   | 206 élèves   |
| LEP François-Rabelais                                       | 260 élèves   | 252 élèves   |

## Culture locale et patrimoine

### Lieux et monuments

#### Patrimoine religieux
L'église est située en centre-ville. Elle dépend de la paroisse Saint-Jacques des monts et des mines. Elle comporte deux vitraux de la manufacture basque Mauméjean. L'un représente un mineur, l'autre un parachutiste et rend hommage au lieutenant Robert de Lorenzo, soldat franco-américain blessé mortellement lors du débarquement en Normandie. Son tombeau figure au cimetière local, sa famille étant issue de la Haute-Loire proche.

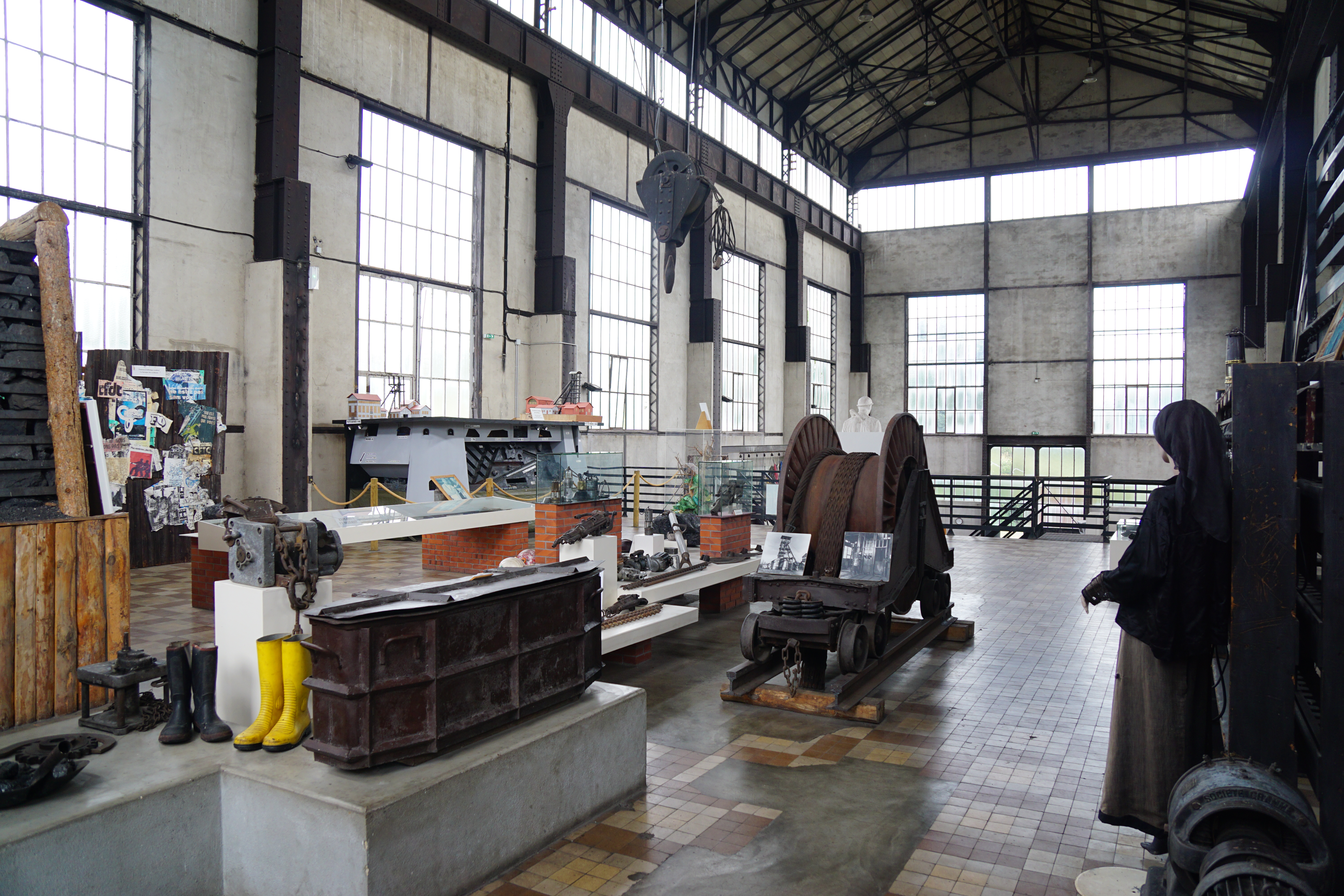
L'intérieur du musée de la mine.

#### Musées
- Musée de la mine, créé par d'anciens mineurs.
- Musée Peynet, autour de l'œuvre de Raymond Peynet (1908-1999), dont la mère était originaire de Brassac. Il existe aussi un Musée Peynet et du dessin humoristique à Antibes.
- Musée de la locomotion « La Virée d'Antan », créé en 2018 par l'ACPML (Association pour la Conservation du Patrimoine Mécanique de Locomotion).

### Personnalités liées à la commune
- Pons de Langeac (1339-1421), seigneur de Brassac et sénéchal d'Auvergne ;
- Étienne Feuillant (1768-1840), avocat, journaliste et député français[31] ;
- Claude Amable Eugène Jusseraud (1816-1893), né à Riom le 11 juin 1816, élève du collège de Riom, il étudie à l'École des mines de Saint-Étienne entre 1834 et 1837. Il participe à la recherche de charbon à Vitry-en-Artois. En 1840, il vient à Brassac comme garde-mines. Il participe au sondage de Lempdes. Il publie Historique et topographie extérieure et souterraine du bassin de Brassac en 1843, avec atlas de cartes et plans. En 1848, il entreprend des recherches de gisements de fer du Cezallier et du Lembron. Il est reçu correspondant de l'Académie des sciences, belles-lettres et arts de Clermont-Ferrand la même année avant d'en devenir membre titulaire en 1852. Garde-mines principal, il installe sur les bords de l'Allier, près de Brassac, une usine pour traiter les produits arsénieux de la mine de Beaubertre et une fabrique de régule d'antimoine. Il construit des fours à coke pour la Compagnie du Grand Central. Ingénieur, il s'est aussi intéressé à l'archéologie. Il profite de ses voyages pour collectionner des minéraux, des monnaies, des bijoux, des poteries et des ustensiles de toutes les périodes en Auvergne. Sa collection au cours de la crue de l'Allier, en 1866. En 1856, il a présenté à l'Académie de Clermont-Ferrand une note sur la découverte d'une voie romaine à Brassac. En 1860, il quitte provisoirement l'administration pour diriger la Compagnie des mines de Brassac pendant deux ans. Il est maire de Brassac pendant onzze ans, à partir de 1859. Il est élu conseiller d'arrondissement du canton d'Issoire en 1859. En 1870, il est nommé chevalier de la Légion d'honneur[32]. En 1872, il s'installe à Clermont-Ferrand où il travaille pendant dix ans. Il y meurt le 26 avril 1893[33].
- Raymond Peynet (1908-1999), d'origines brassacoises ;,
- Gilbert Belin (1927-2020), ancien maire de Brassac et ancien sénateur du Puy-de-Dôme.

### Héraldique
| Blason de Brassac-les-Mines | Les armes de Brassac-les-Mines se blasonnent ainsi : « De gueules à la tour d'argent ouverte et ajourée de sable, soutenue par une rivière d'argent chargée de deux burelles ondées d'azur, au chef de sable ». |